# Méolans-Revel
Méolans-Revel is een gemeente in het Franse departement Alpes-de-Haute-Provence (regio Provence-Alpes-Côte d'Azur) en telt 333 inwoners (2009). De plaats maakt deel uit van het arrondissement Barcelonnette.

## Geografie
De oppervlakte van Méolans-Revel bedraagt 113,5 km², de bevolkingsdichtheid is 2,9 inwoners per km².
De onderstaande kaart toont de ligging van Méolans-Revel met de belangrijkste infrastructuur en aangrenzende gemeenten.

## Demografie
Onderstaande figuur toont het verloop van het inwonertal (bron: INSEE-tellingen).

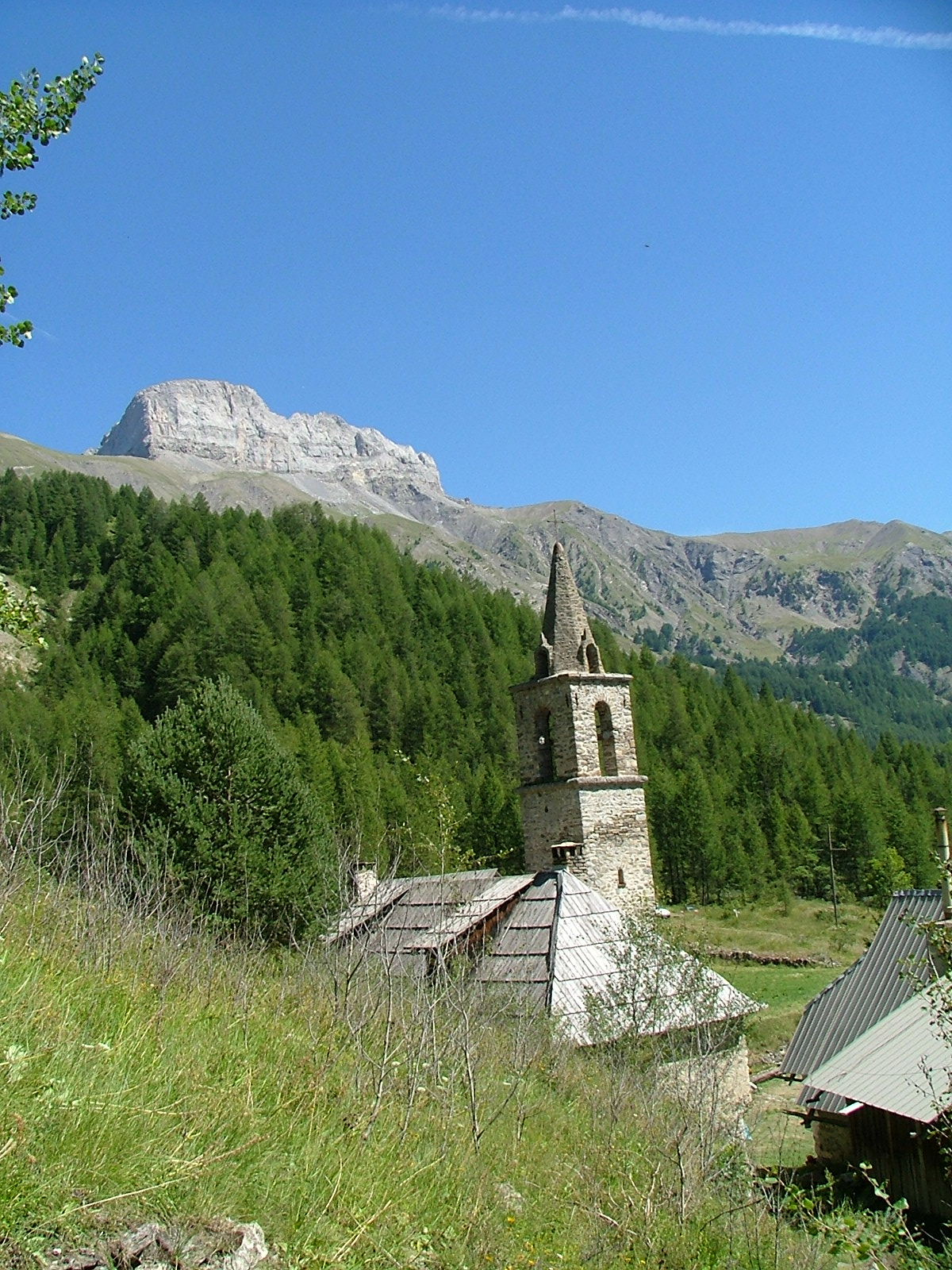
de plaatselijke kerktoren

Vanwege een beveiligingsprobleem met de MediaWiki Graph-software is het momenteel niet mogelijk deze grafiek weer te geven. Zodra de software is bijgewerkt zal de grafiek vanzelf weer zichtbaar worden.
1. ↑  Populations de référence 2022.